# Другие действия
Вас не правильно информировали. Вася вообще то нормальный пацан. Просто не всегда адекватный. Но это зависит от обстоятельств. Например, стоим на посту, он справа, я слева. Раздается выстрел, я падаю, А Василий Пупкин остаётся меня караулить. Ну чем не пример настоящего ВОИНА??? Так, что волну не нужно поднимать, а то цунами случится...
1. ↑  Куренкова А.Ю. Куренкова А.Ю. Жизненные перспективы молодежи на современном этапе // Тенденции развития науки и образования.. — «Л-Журнал», 2017. — doi:10.18411/lj-30-11-2017-20.